# Insígnia Combinada de Pilot-Observador
La Insígnia combinada de Pilot–Observador (alemany: Gemensames Flugzeugführer und Beobachter-abzeichen) va ser una insígnia de qualificació de la Luftwaffe, creada per Adolf Hitler el 26 de març del 1936 i atorgada a tots aquells que obtinguessin els certificats de pilot i observador durant almenys un any.
Es diferenciava de la Insígnia de Pilot en què aquella era tota en plata.

## Disseny
Una corona de fulles de roure oval vertical en daurat. A dins hi ha una àliga platejada en ple vol, amb les ales obertes i mirant a l'esquerra. A les urpes porta una esvàstica.

## La Insígnia Combinada de Pilot-Observador en Or i Diamants
El Reichsmarschall Göring va fer servir una versió d'aquesta condecoració, feta d'or i amb diamants encastats que la concedí de manera personal a pilots d'un extraordinari èxit o a dignataris estrangers o a personalitats polítiques.
La pilot de proves Hanna Reitsch la rebé per duplicat: quan va ser la primera dona a guanyar la Creu de Ferro de 2a Classe, Göring li va concedir una Insígnia en or i diamants, però en miniatura. Quan posteriorment guanyà la Creu de Ferro de 1a Classe, al setembre de 1942, li concedí de mida habitual, en or blanc i groc i amb 104 diamants.
Per un altre costat, Hans Ulric Rudel portava simultàniament la insígnia de pilot estàndard i la Insígnia combinada de Pilot–Observador en Or i Diamants.

### Receptors de la Insígnia combinada de Pilot–Observador en Or i Diamants
- Conducător Ion Antonescu (Romania)
- Mariscal de l'Aire Italo Balbo (Itàlia)
- Oberstleutnant Baumbach
- Oberst von Brauchitsch
- General der Flieger Christiansen
- Generaloberst Otto Deßloch
- Großadmiral Dönitz
- Generalísimo Franco (Espanya)
- Generalleutnant Adolf Galland
- Generalfeldmarschall Robert Ritter von Greim
- Generalmajor Martin Harlinghausen
- Hauptmann Erich Hartmann
- Generaloberst Hans Jeschonnek
- RFSS Heinrich Himmler
- General der Flieger Korten
- Generaloberst Löhr
- Feldmarschall Carl Gustaf Emil Mannerheim (Finlàndia)
- Hauptmann Hans-Joachim Marseille
- Generalfeldmarschall Erhard Milch
- Oberst Werner Mölders
- Duce Benito Mussolini (Itàlia)
- Generalmajor Peltz
- Flugkapitän Hanna Reitsch
- Generalfeldmarschall Wolfram von Richthofen
- Oberst Hans-Ulrich Rudel
- SS-Obersturmbannfürer Otto Skorzeny
- Generalfeldmarschall Hugo Sperrle
- Generaloberst Kurt Student